# Anthracothorax
Genre
Anthracothorax est un genre d'oiseaux-mouches (la famille des Trochilidés) de la sous-famille des Polytminae.

## Liste des espèces
D'après la classification de référence (version 14.1, 2024) du Congrès ornithologique international, ce genre est constitué des espèces suivantes (par ordre phylogénique) :
- Anthracothorax viridigula – Mango à cravate verte
- Anthracothorax prevostii – Mango de Prévost
- Anthracothorax nigricollis – Mango à cravate noire
- Anthracothorax veraguensis – Mango de Veraguas
- Anthracothorax dominicus – Mango doré
- Anthracothorax aurulentus – Mango de Porto Rico
- Anthracothorax viridis – Mango vert
- Anthracothorax mango – Mango de Jamaïque